# Kieran Crowley
Kieran James Crowley (Taranaki, 31 de agosto de 1961) es un exjugador y entrenador neozelandés de rugby que se desempeñaba como fullback.
Desde 2024 se desempeña como entrenador del Mie Honda Heat de Japón.

## Participaciones en Copas del Mundo
| Mundial                       | Sede          | Resultado     | PJ | Tries |
| ----------------------------- | ------------- | ------------- | -- | ----- |
| Copa Mundial de Rugby de 1987 | Nueva Zelanda | Campeón       | 1  | 1     |
| Copa Mundial de Rugby de 1991 | Inglaterra    | Tercer puesto | 1  | 0     |